# 80th Street
80th Street, conosciuta anche con il nome di 80th Street-Hudson Avenue, è una fermata della metropolitana di New York, situata sulla linea IND Fulton Street. Nel 2015 è stata utilizzata da 1 465 264 passeggeri.
È servita dalla linea A Eighth Avenue Express, sempre attiva.